# Daron Rahlves
Daron Louis Rahlves (Walnut Creek, 12 de junio de 1973) es un deportista estadounidense que compitió en esquí, en las modalidades de esquí alpino y acrobático.
Ganó tres medallas en el Campeonato Mundial de Esquí Alpino, en los años 2001 y 2005. En la Copa del Mundo consiguió doce victorias y veintiocho podios en total.
Adicionalmente, obtuvo una medalla de oro en los X Games de Invierno.
Participó en cuatro Juegos Olímpicos de Invierno, entre los años 1998 y 2010 (las tres primeras veces en esquí alpino y la última en esquí acrobático), ocupando el séptimo lugar en Nagano 1998 y el octavo en Salt Lake City 2002, en la prueba de supergigante.

## Medallero internacional
| Campeonato Mundial | Campeonato Mundial    | Campeonato Mundial | Campeonato Mundial |
| Año                | Lugar                 | Medalla            | Prueba             |
| ------------------ | --------------------- | ------------------ | ------------------ |
| 2001               | Sankt Anton (Austria) | Medalla de oro     | Supergigante       |
| 2005               | Bormio (Italia)       | Medalla de plata   | Descenso           |
| 2005               | Bormio (Italia)       | Medalla de bronce  | Eslalon gigante    |

| X Games de Invierno | X Games de Invierno    | X Games de Invierno | X Games de Invierno |
| Año                 | Lugar                  | Medalla             | Prueba              |
| ------------------- | ---------------------- | ------------------- | ------------------- |
| 2008                | Aspen (Estados Unidos) | Medalla de oro      | Campo a través      |